# Confucianisme à Singapour

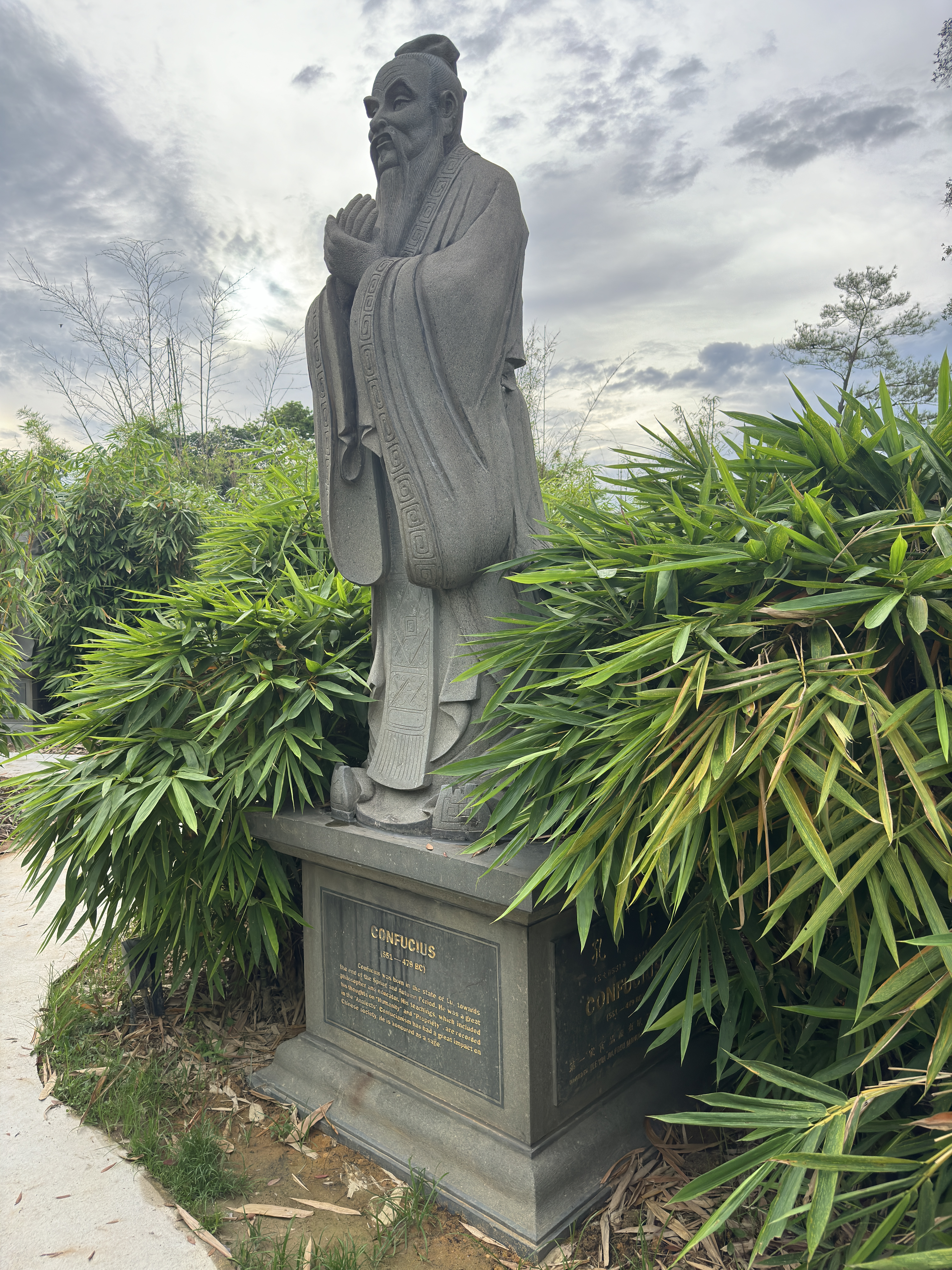
Staue de Confucius dans le Chinese Garden.

Le Confucianisme à Singapour est lié initialement à la présence d'une importante diaspora chinoise dans l'île.

## Historique
La création d'un comptoir commercial à Singapour en 1819 provoque un afflux important de travailleurs chinois depuis le continent, et dès 1827 ceux-ci sont le groupe ethnique le plus important. Lors de la construction du temple Thian Hock Keng (en) en 1840, l'un des autels est réservé à la vénération de Confucius, et lors de l'ouverture du premier étalbissement éducatif dédié aux chinois, le Chong Wen Ge (chinois : 崇文阁 ), son cursus comprend des éléments issus du confucianisme. Plus largement l'habitus de cette diaspora chinoise élevée dans un cadre confucianiste se manifeste dans plusieurs aspects de leurs quotidien, et du fait de leur importance numérique, a une influence sur le fonctionement de la société singapourienne dès cette époque.
Le gouvernement chinois des Qing inaugure un consulat dans l'île en 1877, alors que la diaspora chinoise est vu comme une force mobilisable pour relayer les intérêts de la Chine dans la région. Plusieurs programmes imprégnés de confucianisme sont mis en œuvre par ce consulat (création de société littéraires, concours liés aux Lettres, éducation...). Lorsqu'un mouvement de promotion du confucianisme voit le jour dans les années 1890, impulsé par les idées de Kang Youwei, il trouve localement un relais avec des intellectuels comme Khoo Seok Wan et Lim Boon Keng (en), qui au travers de journaux comme Tien Nan Shin Pao (chinois : 天南新报) et The Straits Chinese Magazine (chinois : 海峡华人杂志) diffusent des idées liées au confucianisme. Cette dynamique connait une fin avec la chute du régime Qing, et l'instauration de la République en Chine.
Le confucianisme connait une longue phase de déclin dans l'île entre 1910 et 1970, d'abord causé par le succès du Mouvement pour la nouvelle culture qui présente le confucianisme comme une des origine de la stagnation chinoise, puis après guerre par les conditions économiques difficiles à Singapour. Un résidu culturel confucianiste reste cependant visible dans le matériel pédagogique utilisé localement.
Le confucianisme connait une forme d'institutionnalisation dans les années 1980, avec la mise en œuvre du Religious Knowledge program, qui prévoit la mise en place de cours d'éducations religieuses dans le pays, sous forme de présentation neutre des différentes religions présentes dans le pays, y compris du confucianisme. A partir de 1982, la question de l'éthique confucianiste connait un regain de popularité. Une Association of Confucian Studies est formée en 1985, associé à un journal académique Confucian Studies de manière à parfaire la connaissance de ce sujet. Cette promotion du confucianisme ne se fait pas sans opposition. Une partie de la population d'origine chinoise continue de voir cette doctrine comme réactionnaire et responsable de la stagnation chinoise, la diaspora indienne qui représente alors le quart de la population le voit comme un instrument de domination chinoise sur la société singapourienne. Seul 17 % des élèves font le choix du confucianisme dans le cadre du Religious Knowledge program en 1987, alors que des sommes importantes lui sont dédiées, ce qui est à l'origine de critique dans le champs politique. Le programme est finalement abandonné dès 1989.
Le confucianisme reste régulièrement implicitement poussé au sein du gouvernement singpourien. Le White Paper for Shared Values publié en 1990 prône implicitement l'adoption de valeurs traditionnellement associées au confucianisme, centrées sur la société, la communauté, la famille, le fonctionnement par consensus, et la recherche de l'harmonie. S'il n'est plus officiellement soutenu par le gouvernement, des groupes comme la Nanyang Confucian Association (en) continuent d'en assurer la promotion dans l'île.

## Sources